# Brownsville, Texas
Brownsville är en stad i Cameron County, Texas, USA med 186 738 invånare (2020). Staden är administrativ huvudort (county seat) i Cameron County, Kuststaden Brownsville ligger vid floden Rio Grande, på gränsen till Mexiko (där staden Matamoros ligger på andra sidan floden och andra sidan gränsen). Brownsville är den sydligaste staden i Texas. Staden grundades 1848 och döptes efter Fort Brown, som i sin tur döpts efter militären Jacob Brown. Staden inkorporerades den 7 februari 1853.